# Scalopocephalus
Scalopocephalus es un género extinto de terápsido terocéfalo que vivió durante el Pérmico Superior (Wuchiapingiense) en Sudáfrica. El paleontólogo alemán Friedrich von Huene descubrió el cráneo holotipo de Scalopocephalus en la Zona Faunística de Cistecephalus en 1924 y nombró a la especie tipo Scalopocephalus watsonianus en 1937. Scalopocephalus es similar en apariencia a Scaloposaurus y fue clasificado originalmente en la familia Scaloposauridae. Scaloposauridae ya no es reconocido como un grupo válido, y Scalopocephalus es por tanto clasificado como un miembro basal de Baurioidea.